# 貝什泰佩鄉 (圖爾恰縣)
45°5′0″N 29°1′0″E / 45.08333°N 29.01667°E
貝什泰佩鄉（羅馬尼亞語：Comuna Beștepe, Tulcea），是羅馬尼亞的鄉份，位於該國東南部，由圖爾恰縣負責管轄，面積64平方公里，海拔高度7米，2002年人口1,991，人口密度每平方公里31人。